# Typhlops gonavensis
Typhlops gonavensis este o specie de șerpi din genul Typhlops, familia Typhlopidae, descrisă de Richmond 1964. Conform Catalogue of Life specia Typhlops gonavensis nu are subspecii cunoscute.